# Johan Bontekoe
Johan Klaas Bontekoe (Assen, Países Bajos, 1 de julio de 1943 - Ámsterdam, Países Bajos, 25 de marzo de 2006) fue un nadador especializado en pruebas de estilo libre. Fue campeón de Europa de bronce en 400 metros libres durante el Campeonato Europeo de Natación de 1962.

## Fallecimiento
Falleció a los 62 años de edad debido a una neumonía tras varios años de enfermedad.

## Palmarés internacional
| Campeonato Europeo de Natación | Campeonato Europeo de Natación | Campeonato Europeo de Natación | Campeonato Europeo de Natación |
| Año                            | Lugar                          | Medalla                        | Prueba                         |
| ------------------------------ | ------------------------------ | ------------------------------ | ------------------------------ |
| 1962                           | Leipzig ( Alemania)            | Medalla de oro                 | 400 m libre                    |